# Martalogi
Martalogi – wieś w Rumunii, w okręgu Ardżesz, w gminie Hârsești. W 2011 roku liczyła 384 mieszkańców.